# Sabaanse zwarte leguaan

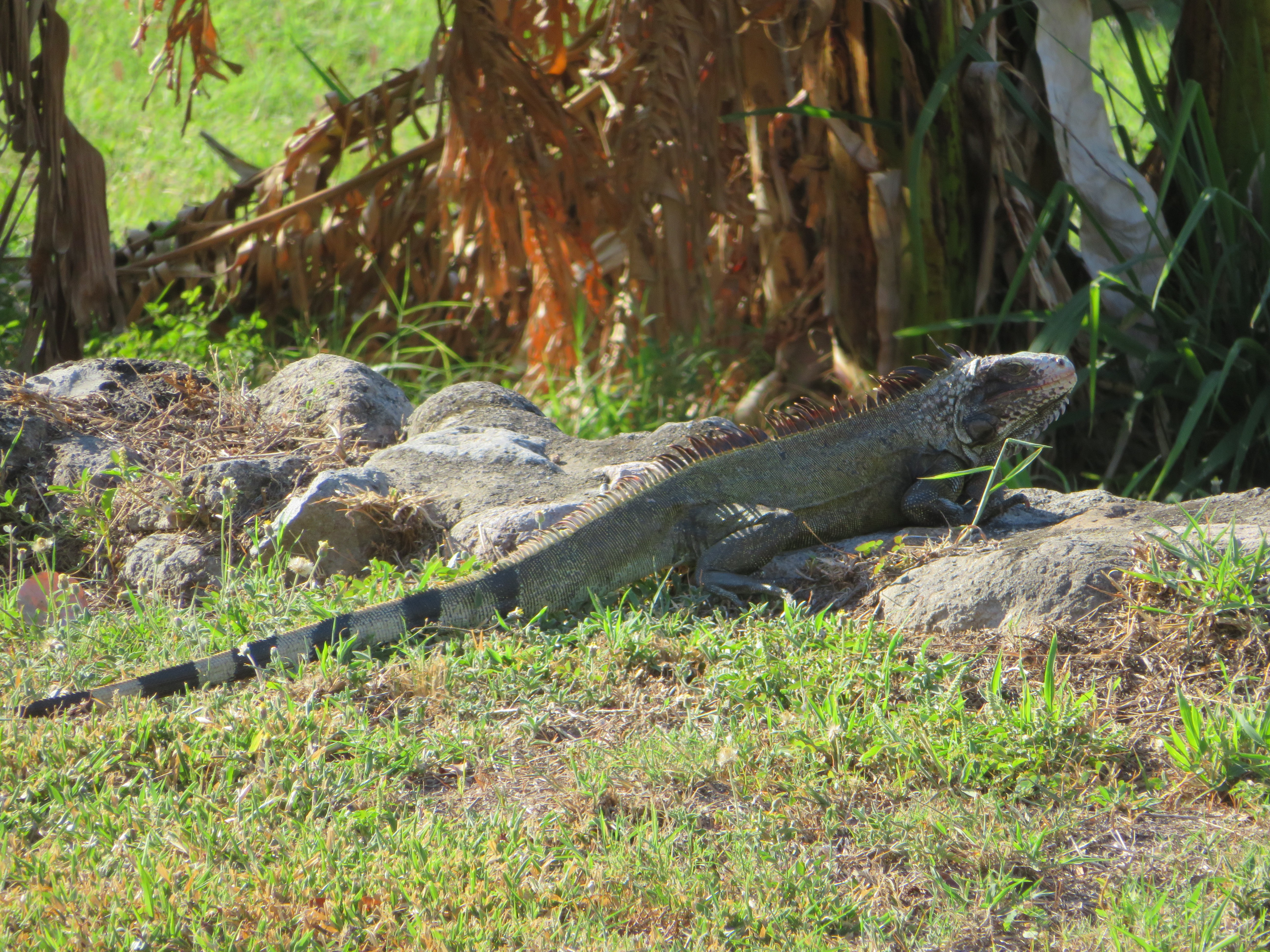
Iguana melanoderma op Montserrat

De Saba-iguana (Iguana melanoderma), ook wel bekend als de zwarte Saba-leguaan, is een hagedissensoort die endemisch is voor de Caribische eilanden Saba en Montserrat, en een nog onbekend gebied in noord Venezuela. De soort werd voor het eerst beschreven in 2020 door Michel Breuil et al., alhoewel er nog geen wetenschappelijk consensus is over deze nieuwe taxonomische naam. Ze onderscheidt zich van de groene leguaan (Iguana iguana) door zowel genetische als morfologische kenmerken.
Volwassen exemplaren van de Sabaanse zwarte leguaan krijgen een opvallende melanistische (donkere) kleuring, die met de leeftijd toeneemt. Kenmerkend zijn de zwarte keelwam, hoge rugkam, het ontbreken van hoorns op de snuit, maar vooral de zwarte vlek tussen het oog en het trommelvlies is diagnostisch. Jongere dieren hebben een licht patroon dat geleidelijk donkerder wordt naarmate ze ouder worden.
De populaties van Saba-iguana worden bedreigd door bejaging voor consumptie en handel. Hoewel concurrentie en hybridisatie met geïntroduceerde leguanen het grootste risico vormen voor het voortbestaan van de soort op Saba (op Montserrat zijn reeds nog geen geïntroduceerde leguanen gevonden). Deze geïntroduceerde leguanen komen op Saba aan in zeecontainers welke afkomstig zijn vanaf Sint Maarten. Alle leguanen op Sint Maarten zijn geïntroduceerd (de inheemse Antillenleguaan is reeds uitgestorven), en komen oorspronkelijk uit Zuid- en Centraal-Amerika of Curaçao.